# Nature Microbiology
Nature Microbiology è una rivista scientifica mensile sottoposta a revisione paritaria e pubblicata esclusivamente online dalla Nature Portfolio. È stata fondata nel 2016.  La caporedattrice è Susan Jones, che apartiene al comitato di redazione interno.

## Indicizzazione
Gli abstract e gli articoli della rivista sono indicizzati da:
- PubMed[3]
- Science Citation Index Expanded[4]
- Scopus[5]

Secondo il Journal Citation Reports, nel 2023 la rivista ha ricevuto un fatore di impatto pari a 20.5.